# زرکوب‌ماهی باستان
زرکوب‌ماهی باستان (نام علمی: Protozeus kuehnei) نام یک گونه از تیره زرکوب‌ماهیان است.